# Departamento de General Manuel Belgrano
Departamento de General Manuel Belgrano är en kommun i Argentina.   Den ligger i provinsen Misiones, i den nordöstra delen av landet, 1 000 km norr om huvudstaden Buenos Aires. Antalet invånare är 42 929.
I omgivningarna runt Departamento de General Manuel Belgrano växer i huvudsak städsegrön lövskog. Runt Departamento de General Manuel Belgrano är det glesbefolkat, med 11 invånare per kvadratkilometer.